# Тринидад и Тобаго на летних Олимпийских играх 2004
Тринидад и Тобаго принимали участие в Летних Олимпийских играх 2004 года в Афинах (Греция) в пятнадцатый раз за свою историю и завоевали одну бронзовую медаль. Сборную страны представляло 19 спортсменов, в том числе 9 женщин.

## 03!Бронза
- Плавание, мужчины, 200 метров — Джордж Бовелл.

## Результаты соревнований

### Лёгкая атлетика
Мужчины
Беговые дисциплины
| Дисциплина        | Спортсмен     | Предварительный раунд | Предварительный раунд | Предварительный раунд | Четвертьфиналы | Четвертьфиналы | Четвертьфиналы | Полуфиналы           | Полуфиналы           | Полуфиналы           | Финал                | Финал                |
| Дисциплина        | Спортсмен     | Забег                 | Время                 | Место                 | Забег          | Время          | Место          | Забег                | Время                | Место                | Время                | Место                |
| ----------------- | ------------- | --------------------- | --------------------- | --------------------- | -------------- | -------------- | -------------- | -------------------- | -------------------- | -------------------- | -------------------- | -------------------- |
| бег на 800 метров | Шерридан Кёрк | 8                     | 1:48,12               | 6                     | не проводится  | не проводится  | не проводится  | завершил выступление | завершил выступление | завершил выступление | завершил выступление | завершил выступление |